# Choriolaus nigripennis
Choriolaus nigripennis là một loài bọ cánh cứng trong họ Cerambycidae.